# Anthophora arctica
Anthophora arctica är en biart som beskrevs av Morawitz 1883. Anthophora arctica ingår i släktet pälsbin, och familjen långtungebin. Inga underarter finns listade i Catalogue of Life.